# Generalsekretær for EU's ministerråd
Generalsekretæren for EU's ministerråd har én af de højeste administrative poster i EU.  Generalsekretæren er den øverste embedsmand i Ministerrådet. 

## Den høje repræsentant for EU's udenrigs- og sikkerhedspolitik
Bortset fra spanske politiker Javier Solana, der var generalsekretær fra oktober 1999 til december 2009, så er der embedsmænd, der er blevet udnævnt til generalsekretærer.
Javier Solana brugte det meste af sin tid til at varetage opgaven som  EU's højtstående repræsentant for udenrigsanliggender og sikkerhedspolitik, så i hans embedsperiode blev de administrative opgaver varetaget af en vicegeneralsekretær.
Fra 2010 er det én af næstformændene for EU-kommissionen, der er den høje repræsentant for udenrigs- og sikkerhedspolitikken.  

## Små og store lande
Fra Kul- og Ståunionens oprettelse i 1952 og frem til 1994 blev posten som generalsekretær varetaget af embedsmænd fra de små lande Luxembourg og Danmark. Derefter gled posten over til repræsentanter for de store lande Tyskland, Spanien og Frankrig.   

## Generalsekretærer for Ministerrådet
Siden Kul- og Ståunionens oprettelse i 1952 har Ministerrådet haft ni generalsekretærer.
| Navn                                                                          | Land       | Start             | Slut             |
| ----------------------------------------------------------------------------- | ---------- | ----------------- | ---------------- |
| Christian Calmes                                                              | Luxembourg | 9. september 1952 | 14. juni 1973    |
| Nicolas Hommel                                                                | Luxembourg | 1. juli 1973      | 7. oktober 1980  |
| Niels Ersbøll                                                                 | Danmark    | 8. oktober 1980   | 31. august 1994  |
| Jürgen Trumpf                                                                 | Tyskland   | 1. september 1994 | 17. oktober 1999 |
| Javier Solana (også højtstående udenrigs- og sikkerhedspolitisk repræsentant) | Spanien    | 18. oktober 1999  | 1. december 2009 |
| Pierre de Boissieu                                                            | Frankrig   | 1. december 2009  | 26. juni 2011    |
| Uwe Corsepius                                                                 | Tyskland   | 26. juni 2011     | 30. juni 2015    |
| Jeppe Tranholm-Mikkelsen                                                      | Danmark    | 1. juli 2015      | 7. oktober 2022  |
| Thérèse Blanchet                                                              | Frankrig   | 1. november 2022  |                  |

## Højtstående udenrigs- og sikkerhedspolitiske repræsentanter
Siden 1999 har EU haft tre høje udenrigs- og sikkerhedspolitiske repræsentanter:
- 1999 – 2009: Javier Solana (født 1942) fra Spanien, også generalsekretær for Ministerrådet
- 1994 – 1999: Catherine Ashton (født 1956) fra Storbritannien, også næstformand for Kommissionen
- 2014 – nu: Federica Mogherini (født 1973) fra Italien, også næstformand for Kommissionen

| EU | Spire Denne artikel om EU er en spire som bør udbygges. Du er velkommen til at hjælpe Wikipedia ved at udvide den. |